# Stierenbloed (mythologie)
Stierenbloed heeft in de mythologie en rituelen van diverse culturen een belangrijke betekenis.

## Stierenbloed in de Bijbel
Het bloed van een stier wordt in de Thora genoemd. In Leviticus 16:14 staat: "Aäron zal van het bloed van de stier nemen en dat met zijn vinger op het verzoendeksel sprenkelen; en vóór het verzoendeksel zal hij zevenmaal met zijn vinger van dat bloed sprenkelen."
Voor joden was en is bloed onrein. Het werd bij dit offer gebruikt maar het werd niet gedronken, ook niet als straf.

## Stierenbloed in de mythologie

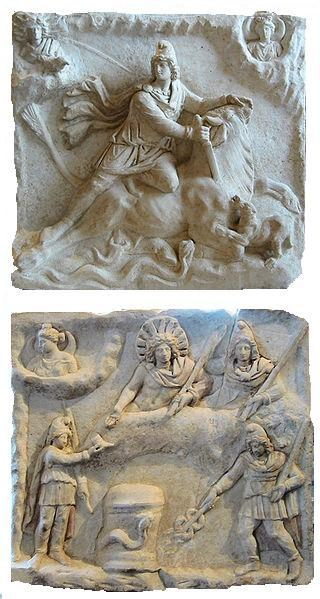
Mithras en de geofferde stier, reliëf in het Louvre

In de Griekse mythologie is stierenbloed, het bloed van een stier, een dodelijk gif. Jason en Midas worden als slachtoffers van stierenbloed genoemd. In werkelijkheid is het bloed van het mannelijke rund niet giftig.
Aeson zou gevraagd hebben of hij zichzelf mocht doden. Bij het brengen van een offer dronk hij stierenbloed en stierf hij. Aan het einde van het eerste boek van zijn Argonautica plegen Aeson en zijn vrouw (die daar Alcimede heet) op advies van Aesons vader Cretheus zelfmoord door stierenbloed te drinken.

## Antieke geschiedschrijving
In de antieke geschiedschrijving speelt stierenbloed een rol.
Diodorus verhaalt van de eed van trouw die Themistocles aan Xerxes zou hebben afgelegd. Tijdens het offeren van een stier had de Atheense aristocraat Themistocles toegezegd dat hij tegen de Grieken en tegen zijn vaderstad zou strijden. Xerxes van zijn kant zegde toe niet zonder Themistocles ten strijde te trekken. Na het offer van een stier en het afleggen van de beide eden vulde de Griek een patera met stierenbloed, dronk daarvan en stierf ogenblikkelijk.
De dood van Themistocles door het innemen van stierenbloed komt bij Aristophanes in 424 voor Christus voor het eerst voor.
De Egyptische Farao Psammenitus kwam in 525 voor Christus in opstand tegen Cambyses II en moest als straf stierenbloed drinken. Hij overleed aan de gevolgen.
De Pers Smerdis, de broer van Cambyses II en ook de Carthageense veldheer Hannibal zouden door vergiftiging met stierenbloed zijn gestorven. In dat laatste geval is de doodsoorzaak zeer omstreden, vergiftiging door stierenbloed zou een verfraaiing van het verhaal zijn dat om dramatische redenen was verzonnen.

## Stierenbloed in de cultus van Mithras
In het mithraïsme was het bespatten met het bloed van een geofferde stier een belangrijke religieuze rite van initiatie. Het gebruik van bloed in de concurrerende cultus van Mithras zou Paulus van Tarsus op het ritueel van de miswijn als sacrament in het christendom hebben gebracht.
In de Heilige Perzische tekst, de Avesta, verschijnt aan "het einde der tijden" een messias die het kwade overwint. Hij zal een zalf van stierenvet en hamoa maken en daarmee onsterfelijkheid bewerken. Op de altaren van Mithras in het aan hem gewijde Taurobolium wordt deze zonnegod afgebeeld terwijl hij zich met stierenbloed wast. De begeleidende tekst was "Gij hebt ons gered door het eeuwige bloed te vergieten".
De ingewijden in de mysteriën van Mithras zaten onder een rooster in de tempel terwijl daarboven een stier werd geofferd. Deze bloederige initiatie bracht eeuwig leven. Daarna werd de stier opgegeten. Voor arme mensen was er het minder kostbare ritueel van het Criobolium met schapenbloed. Deze discipelen van Mithras werden "gewassen in het bloed van het lam." Het vroege christendom heeft veel symbolen en uitdrukkingen ontleend aan het mithraïsme.